# Lista personajelor din Amurg

Personajele din Amurg, aşa cum au fost ele portretizate în filmul din 2008 cu acelaşi nume. De la stânga la dreapta: Alice Cullen, Emmett Cullen, Bella Swan, Edward Cullen, Rosalie Hale, Jasper Hale

Aceasta este o listă a personajelor care apar în seria Amurg, de Stephenie Meyer, ce e formată din cărțile Amurg, Luna nouă, Eclipsa și Zori de zi.

## Personajele principale

### Bella Swan
După ce pleacă din însoritul Phoenix, unde locuia mama ei, pentru a se muta în înnoratul oraș Forks împreună cu tatăl ei, Isabella „Bella” Swan face cunoștință cu membrii misterioasei familii a doctorului Cullen și se îndrăgostește nebunește de Edward Cullen. La scurt timp după aceea, ea își dă seama că în spatele obiceiurilor stranii ale familiei se ascunde un secret tulburător: ei sunt de fapt vampiri. Bellei însă nu îi pasă de asta, ba, mai mult, disperată să nu își piardă iubitul, ea îl imploră să o transforme și pe ea într-un vampir. Edward însă nu își dorește asta, și, în cele din urmă, hotărăște să o părăsească, în speranța că ea va putea duce o viață normală în absența lui. Plecarea lui însă o aruncă pe Bella în cea mai neagră disperare, disperare din care numai prezența lui Jacob Black, un vechi prieten de familie, izbutește să o scoată. Jacob este însă vârcolac și dușmanul vampirilor din naștere, așa că, atunci când Edward se întoarce în cele din urmă la ea, Bella e forțată să renunțe pentru o vreme la prietenia cu el. Încetul cu încetul, fata își dă seama că sentimentele ei pentru Jacob depășesc simpla prietenie, însă dragostea ei pentru el nu este suficient de mare pentru a o determina să îl părăsească pe Edward, cu care se mărită în cele din urmă. După ce dă naștere copilului lui Edward, o fetiță pe nume Renesmee, Bella devine și ea vampir. Ca vampir, ea e capabilă să extindă un scut pentru a se proteja pe ea și pe cei din jurul ei.
Ceea ce nu mulți știu, este că odată ce iubești pe cineva și ești vampir sau devii unul, iubirea va fii una permanentă, o schimbare ce nu va putea fi dărâmată.
În adaptarea cinematografică a seriei, Bella este interpretată de actrița Kristen Stewart.

### Edward Cullen
Edward Cullen s-a născut drept Edward Anthony Masen pe 20 iunie 1901 în Chicago, Illinois, și e prins pentru totdeauna în corpul unui adolescent de 17 ani. El a fost schimbat în 1918 în vampir de către doctorul Carlisle Cullen, în timpul unei epidemii. Mama lui, Elizabeth, a fost cea care l-a rugat pe Carlisle pe patul de moarte să îi salveze viața fiului ei cu orice preț. Edward are abilitatea de a citi gândurile celor din jur, și singura care face excepție de la această regulă este Bella Swan. El se îndrăgostește de ea la scurt timp după ce aceasta sosește în Forks. Dându-și seama că îi pune în permanență viața în pericol, el decide să părăsească orașul împreună cu familia lui. Realizând însă că nu poate trăi fără Bella,iar Bella fara el. Se întoarce, și, în cele din urmă se căsătorește cu ea și au un copil, Renesmee.
În adaptarea cinematografică a seriei, Edward este interpretat de actorul Robert Pattinson.

### Jacob Black
Jacob Black este cel mai bun prieten al Bellei. Rolul său este minor în Amurg, devenind mai important o dată cu Luna nouă, atunci când se dezvoltă de fapt prietenia dintre el și Bella, pe care o ajută să treacă de șocul produs de plecarea din oraș a iubitului ei, Edward. Tot în Luna nouă, Jacob suferă o transformare care îi îngăduie să devină lup atunci când dorește. Prietenia lui pentru Bella se transformă în dragoste, și, pe parcursul cărții Eclipsa el concurează cu Edward, reîntors în oraș, pentru a câștiga afecțiunea Bellei. Deși fata descoperă că îl iubește și pe el, ea nu poate renunța la Edward, lucru care îl determină pe Jacob să plece din oraș. El revine la nunta prietenei lui, și stă în preajmă atunci când aceasta e însărcinată, protejând-o de ceilalți vârcolaci, care văd în copilul ei nenăscut un pericol. După nașterea lui Renesmee, fiica Bellei, Jacob își găsește sufletul pereche în ea unde isi da seama ca atunci cand fata va fi mare ei vor fi impreuna, in plus Jacob intelege de ce nu a mers nimic intre el si Bella, deoarece Renesmee era sufletul lui pereche. Deoarece Jacob e gelos pe Edward ei incep a se inteleaga si a deveni prieteni.
În adaptarea cinematografică a seriei, Jacob este interpretat de actorul Taylor Lautner.

### Carlisle Cullen
Carlisle Cullen este soțul lui Esme și tatăl adoptiv al lui Edward, Rosalie, Emmett, Alice și Jasper. A apărut pentru prima oară în Amurg. Vârsta sa fizică este de 23 de ani. Carlisle este descris drept arătând ca un fotomodel: este blond, are cam 1.90, și un corp bine făcut. Carlisle Cullen a fost fiul unui pastor anglican, născut în Londra, Anglia, în jurul anului 1640. Tatăl său și alți pastori vânau creaturi precum vrăjitoare, vârcolaci și vampiri, și adesea victimele lor erau oameni nevinovați. După ce tatăl său a îmbătrânit, Carlisle a fost făcut responsabil cu această vânătoare. Într-o noapte, el a fost atacat de un vampir și a fost lăsat să moară în stradă. Dându-și seama că societatea îl va respinge, Carlisle s-a ascuns și a trăit de unul singur durerosul proces al transformării. Îngrozit de ceea ce devenise, el a încercat în repetate rânduri să se sinucidă, dar, din cauza tăriei sale, nu a izbutit. Într-o noapte, nemaiputând îndura foamea, el a atacat o turmă de căprioare. Ulterior, și-a dat seama că nu este necesar să se hrănească cu sângele oamenilor pentru a supraviețui.
Carlisle are o teorie conform căreia, atunci când un om se transformă în vampir, aduce cu el o abilitate din viața anterioară și o perfecționează. El crede că a adus cu sine compasiunea. Având la dispoziție secole pentru a-și perfecționa știința, Carlisle a devenit un doctor excelent. Spre deosebire de alți vampiri, el nu e tentat deloc de aroma sângelui uman, datorită celor peste trei sute de ani petrecuți înfrânându-se.
Carlisle a trăit cu vampirii Volturi pentru o scurtă perioadă de timp, dar apoi a plecat și a călătorit în Lumea Nouă. În 1918, în timp ce trata locuitorii din Chicago care sufereau de gripă spaniolă, Carlisle a întâlnit-o pe Elizabeth Masen, care, pe patul de moarte, i-a cerut să îl salveze cu orice preț pe fiul ei adolescent, Edward. Carlisle l-a transformat pe tânărul muribund în vampir. La scurt timp după, în 1921, Carlisle s-a mutat în Wisconsin unde și-a reîntâlnit o fostă pacientă, Esme, care încercase să se sinucidă după o sarcină pierdută. Pentru a-i salva viața, Carlisle a transformat-o în vampir, și ulterior s-a îndrăgostit de ea, și s-au căsătorit. Tot Carlisle a fost cel care i-a transformat pe Rosalie și pe Emmett în vampiri. După transformarea lui Emmett, familia Cullen s-a mutat la Forks, Washington. Aici a avut loc tratatul cu tribul Quileute: cei din trib aveau să lase familia în pace, cu condiția ca ei să nu muște vreun om sau să încalce pământurile tribului. Familia Cullen a trăt așadar în pace până s-a mutat din nou. Între prima și a doua lor apariție în Forks, Alice și Jasper i-au găsit și li s-au alăturat de bună voie.
De-a lungul seriei Amurg, Carlisle lucrează ca doctor, comportându-se ca liderul familiei și oferind sfaturi medicale și ajutor pe durata sarcinii Bellei în Zori de zi. El reprezintă un model moral pentru toți cei din familia sa, în special pentru Edward.
În adaptarea cinematografică a seriei, Carlisle este interpretat de actorul Peter Facinelli.

### Esme Cullen
Esme Cullen (născută Esme Anne Platt, măritată Evenson) este soția lui Carlisle și mama adoptivă a lui Edward, Rosalie, Emmett, Jasper și Alice. Vârsta ei fizică este de 26 de ani. Chiar dacă nu are vreo abilitate specială, ea e capabilă să iubească cu pasiune. Un hobby al ei este restaurarea caselor.
Esme e descrisă ca având o înălțime de aproximativ 1.70 m și păr de culoarea caramelului; are o față fină, în formă de inimă, cu gropițe. Esme a fost născută la sfârșitul secolului al XIX-lea, în Columbus, Ohio. Ea și Carlisle s-au întâlnit prima oară când ea avea 16 ani; el a fost medicul care a tratat-o după ce ea a căzut dintr-un copac și și-a rupt piciorul. S-a măritat cu Charles Evenson, dar a fost abuzată de el. După ce și-a dat seama că era însărcinată, a fugit, dând naștere ulterior unui băiat care însă a murit câteva zile mai târziu. Afectată de moartea copilului, Esme a vrut să se sinucidă, aruncându-se de pe o stâncă. Crezută moartă, ea a fost adusă la morgă, acolo unde a văzut-o Carlisle. El și-a amintit că o tratase cu ani în urmă, și, simțindu-i bătăile inimii, și-a dat seama că mai putea fi salvată și a decis să o transforme. Esme s-a îndrăgostit de Carlisle și s-a căsătorit cu el.
Esme e prezentă pe întreaga durată a seriei Amurg. Ea o tratează pe Bella ca pe o fiică și îi dezvăluie trecutul ei în timpul meciului de baseball din Amurg. În Zori de zi, se află că Esme deține o insulă sud-americană botezată cu numele ei, și care i-a fost dăruită de Carlisle; ea le permite lui Edward și Bellei să își petreacă acolo luna de miere.
Esme reprezintă figura maternă a seriei. Ea își iubește copiii adoptivi la fel de mult cum și-a iubit propriul copil, dar încă suferă de pe urma faptului că e incapabilă să poarte o sarcină.
În adaptarea cinematografică a seriei, Esme este interpretată de actrița Elizabeth Reaser.

### Rosalie Hale
Rosalie Lillian Hale este fiica adoptivă a lui Esme și a lui Carlisle, sora adoptivă a lui Edward, Alice și Jasper și soția lui Emmett. Vârsta ei fizică este de 18 ani. Ea e descrisă ca fiind foarte frumoasă, chiar și pentru un vampir: e înaltă, are trup de statuie, și păr lung și blond.
Rosalie s-a născut în 1915, în Rochester, New York, ca fiica unui bancher, fiind o femeie frumoasă și stilată. Însă, deși părea că are tot ce își dorește, Rosalie era foarte invidioasă pe buna ei prietenă, Vera, care avea un copil. În timpul unei vizite la aceasta, Rosalie a remarcat că relația dintre Vera și soțul ei era mult mai profundă decât relația pe care o avea ea cu logodnicul ei, Royce King II. În acea seară, pe când mergea acasă, ea s-a întâlnit cu Royce și cu prietenii lui, toți beți. Ei au bătut-o, au abuzat sexual de ea și au lăsat-o în stradă să moară. Carlisle a fost cel care a salvat-o, preschimbând-o în vampir. După transformare, Rosalie i-a urmărit, torturat și ucis pe cei care o chinuiseră, inclusiv pe Royce, dar nu le-a băut sângele, deoarece nu voia ca o parte din ei să sălășluiască în ea.
Rosalie apare pentru prima oară în Amurg, drept sora lui Jasper. Personajul ei e descris drept vanitos și egocentric, și pentru o lungă perioadă de vreme e situat de către autoare mai degrabă printre dușmanii Bellei decât printre prietenii ei. În Luna nouă, ea este cea care îl informează greșit pe Edward că Bella a murit, determinându-l să plece spre Italia, pentru a le cere vampirilor Volturi să îl omoare. Mai târziu, atunci când Bella îi roagă pe membrii familiei Cullen să voteze dacă ea rămâne om sau devine vampir, Rosalie se opune, explicându-i Bellei că acesta nu este un stil de viață pe care ea însăși să și-l fi dorit. În Eclipsa, Meyer dezvăluie mai multe despre trecutul lui Rosalie și despre motivul geloziei ei pe Bella. Adevărata dorință a lui Rosalie este să fie om și să aibă copii, și dorința ei e atât de intensă, încât ar fi în stare să renunțe la nemurire și frumusețe pentru a și-o îndeplini. Astfel se explică de ce Rosalie devine aliata Bellei în Zori de zi în momentul în care aceasta ia decizia de a păstra sarcina.
În adaptarea cinematografică a seriei, Rosalie este interpretată de actrița Nikki Reed.

### Emmett Cullen
Emmett Cullen (născut Emmett McCarty) este fiul adoptiv al lui Carlisle și al lui Esme, fratele adoptiv al lui Edward, Alice și Jasper și soțul lui Rosalie. Emmett e descris ca fiind înalt și foarte musculos, și cel mai intimidant, în ochii oamenilor, dintre frații lui. Are părul negru și cârlionțat și gropițe în obraji.
În anul 1935, Emmett avea 20 de ani și locuia în Gatlinburg, Tennessee când a fost atacat de un urs. Rănile provocate în urma atacului erau extrem de grave, dar, din fericire, el a fost găsit de Rosalie, care vâna atunci în zonă. Emmett i-a amintit lui Rosalie de băiatul prietenei sale Vera, așa că fata s-a decis să îl salveze și, înfrânându-și dorința de a-i bea sângele, l-a adus la Carlisle. Astfel, Emmett a fost transformat în vampir și a intrat în familia Cullen, și, deși a avut probleme la început cu dieta lor, neobișnuită pentru majoritatea vampirilor, el s-a adaptat în cele din urmă.
Emmett reprezintă una dintre sursele de amuzament ale seriei. Deși e la început precaut în privința Bellei, ajunge să o simpatizeze ulterior, mergând până la a vota în favoarea ideii ca ea să ajungă vampir. El o tachinează adesea pe seama stângăciei și a înroșitului constant. În Zori de zi, tachinările lui iau altă direcție, respectiv viața sexuală a Bellei cu Edward, până când aceasta din urmă îl înfrânge într-un meci de skanderbeg.
În adaptarea cinematografică, Emmett este interpretat de actorul Kellan Lutz.

### Alice Cullen
Alice Cullen (născută Mary Alice Brandon) este fiica adoptivă a lui Carlisle și a lui Esme, sora adoptivă a lui Edward, Rosalie, și Emmett, și soția lui Jasper. Alice este descrisă ca fiind micuță (1.50 m), grațioasă, și cu păr scurt, țepos și negru. Are o fire optimistă, și o iubește foarte mult pe Bella, comportându-se față de ea ca și cum i-ar fi soră. Hobby-urile ei includ petrecerile și cumpărăturile.
Abilitatea specială a lui Alice este aceea că poate prezice viitorul, o extindere a capacității ei premonitorii de pe vremea când era om. Această abilitate este însă limitată: ea nu poate prevedea implicațiile unei decizii decât atunci când decizia respectivă este luată. Acesta este motivul pentru care deciziile luate pe moment nu pot fi prevăzute. Alice poate prevedea viitorul oamenilor și al vampirilor, dar este incapabilă să prevadă viitorul vârcolacilor sau al ființelor precum Renesmee. În Zori de zi, Alice emite ipoteza conform căreia poate vedea viitorul vampirilor foarte clar pentru că și ea este vampir, poate vedea viitorul oamenilor pentru că a fost om, și nu poate vedea viitorul vârcolacilor sau pe al ființelor precum Renesmee pentru că nu le-a aparținut niciodată. Abilitățile ei sunt ocazional sursă de amuzament în romane, precum în scena în care îl provoacă pe Edward la un meci de piatră-foarfece-hârtie (rock-paper-scissors), la care știa deja rezultatul.
Alice nu își amintește inițial nimic din viața ei ca om; tot ce știe este că s-a trezit singură, ca vampir. Mai târziu, anumite informații date de Bella o determină să înceapă cercetările. Ea află că s-a născut în 1901 în Biloxi, Mississippi, și a fost închisă încă de mică într-un azil din pricina premonițiilor pe care le avea. Cel care a schimbat-o a fost un vampir care lucra la azilul respectiv, și care a făcut asta ca să o protejeze de James, un vampir care voia să o vâneze și să o ucidă (același care încercase același lucru cu Bella, și care sfârșise ucis de Edward). Într-un final, Alice și-a descoperit mormântul și a realizat că data morții ei inscripționată pe piatra funerară coincidea cu data la care fusese de fapt trimisă la azil. În paralel, ea a descoperit că avusese o soră mai mică, Cynthia, a cărei fiică trăia încă în Biloxi.
Personajul lui Alice reprezintă un sprijin puternic nu numai pentru Bella, ci pentru întreaga familie. Ea este cea care o ajută pe Bella să împiedice tentativa de sinucidere a lui Edward în Luna nouă, și tot ea avertizează asupra pericolului reprezentat de Volturi în Zori de zi, în urma viziunilor pe care le are. În finalul seriei, Alice contribuie substanțial la finalul fericit, prezentând clanului Volturi dovada că Renesmee, fiica lui Edward și a Bellei, nu este un copil vampir.
În adaptarea cinematografică a seriei, Alice este interpretată de actrița Ashley Greene.

### Jasper Hale
Jasper Hale (născut Jasper Whitlock) este fiul adoptiv al lui Carlisle și al lui Esme, fratele adoptiv al lui Edward, Emmett și Rosalie, și soțul lui Alice. Vârsta sa fizică este de 20 de ani. E descris drept având o statură înaltă, trup musculos, dar subțire, și păr blond. Trupul îi e acoperit cu cicatrici rămase de pe urma antrenamentelor efectuate în trecut cu vampiri nou-născuți.
Jasper s-a născut în Texas în anul 1843 și a intrat în Armata Confederată o dată cu izbucnirea Războiului Civil, deși nu avea decât 18 ani. Datorită personalității sale carismatice, a avansat rapid în grad. A fost transformat în vampir în anul 1863. Ca vampir, a câștigat abilitatea de a manipula emoțiile celor din jur, fiind capabil să liniștească instantaneu un conflict pe cale de a izbucni. Creatoarea sa, Maria, decisese să îl transforme pentru că dorea să un ajutor pentru a-și extinde teritoriul în Monterrey. Ea i-a dat lui Jasper responsabilitatea de a antrena vampiri tineri și de a-i ucide când nu mai erau folositori (ceea ce se întâmpla de regulă cam la un an după ce erau creați, când forța lor fizică începea să scadă). După aproximativ un secol, Jasper s-a săturat de acest stil de viață, și s-a alăturat unui vechi prieten, Peter, și partenerei acestuia, Charlotte, dar i-a părăsit și pe aceștia doi în cele din urmă, neputându-se acomoda cu vânatul oamenilor, întrucât putea simți sentimentele victimelor sale. În Philadelphia, s-a întâlnit cu Alice, care prevăzuse că vor fi împreună, și îl aștepta. Imediat după, au pornit în căutarea familiei Cullen. Din cauza trecutului său, lui Jasper îi lipsește controlul pe care îl dețin ceilalți membri ai familiei. În Eclipsa e sugerat că stilul de viață „vegetarian” nu e prima alegere de viață a lui Jasper și că și asta afectează capacitatea lui de a se autocontrola.
Rolul lui Jasper în Amurg nu este foarte important; lucrurile se schimbă în cel de-al doilea roman al seriei, atacul lui reprezentând motivul pentru care Edward se desparte de Bella. În ultimele două romane ale seriei, Jasper joacă însă un rol salvator pentru întreaga familie - în Eclipsa, el este cel care îi antrenează pe toți ceilalți în vederea luptei cu armata Victoriei, iar în Zori de zi pleacă împreună cu Alice în căutarea unor dovezi care să le susțină nevinovăția în fața clanului Volturi.
În adaptarea cinematografică a seriei, Jasper este interpretat de actorul Jackson Rathbone.

### Renesmee Cullen
Renesmee „Nessie” Carlie Cullen este fiica jumătate vampir, jumătate om a Bellei și a lui Edward. Ea se naște pe data de 10 septembrie, cu trei zile înainte de aniversarea de 19 ani a mamei ei. Numele ei este o combinație a numelor Renée și Esme (mama Bellei, respectiv mama adoptivă a lui Edward). Al doilea nume al ei, Carlie, este o combinație a numelor Carlisle și Charlie (tatăl adoptiv al lui Edward, respectiv tatăl Bellei). Bella și Jacob o descriu ca fiind foarte frumoasă, chiar dacă e extrem de tânără. Ea moștenește trăsăturile feței și culoarea părului de la tatăl ei, părul buclat de la bunicul ei, Charlie, și ochii căprui pe care îi avea mama ei când era om. Inima ei bate, chiar dacă mai rapid decât a unui om, și pielea îi strălucește la lumină, însă nici pe departe cu intensitatea cu care strălucește pielea tatălui ei, a mamei ei sau a oricărui alt vampir. Pielea îi e caldă, moale, însă la fel de rezistentă ca a unui vampir.
Renesmee se poate hrăni și cu sânge și cu mâncare, deși preferă sângele, și, spre deosebire de vampiri, nu produce venin. Abilitatea ei specială este de a-și arăta gândurile cuiva prin simplă atingere, și de a penetra scuturi mentale. Renesmee se dezvoltă foarte repede atât fizic cât și psihic - la șapte zile după naștere, ea pronunță primele cuvinte, și, până la sfârșitul romanului Zori de zi este capabilă să meargă, să citească și să vâneze, ilustrând conceptul de copil ideal exact așa cum Bella și Edward ilustrează conceptul cuplului perfect. La finalul seriei se specifică faptul că Renesmee va atinge maturitatea după aproximativ șapte ani, atunci când vârsta ei fizică va fi de aproximativ șaptesprezece ani, după care procesul ei de îmbătrânire se va opri.
Jacob Black este cel care o poreclește „Nessie”, spre supărarea Bellei, căreia nu îi place că fiica ei e numită „după monstrul din Loch Ness”. Până la sfârșitul cărții însă, Bella adoptă și ea această versiune prescurtată.

## Vampirii
În seria Amurg, vampirii sunt diferiți prin multe amănunte față de miturile obișnuite, și adesea aceste diferențe sunt folosite pentru a da o tentă de umor poveștii. Obiectele sfințite și țărușii nu le fac rău, au reflecții, și sunt capabili să iasă în timpul zilei. Sunt capabili să mănânce hrană, cu toate că trupurile lor nu pot să o digere, și sunt nevoiți să o vomite ulterior; în romanul Amurg, Edward compară mâncarea umană cu noroiul.
Vampirii nu trebuie să respire, dar o fac, deoarece se simt mai confortabil atunci când pot mirosi mediul înconjurător. Cu toții posedă o frumusețe nepământeană, care le permite să-și ademenească prada. Pielea lor fără cusur are textura și aparența marmurii și strălucește în lumina soarelui.
Vampirii nou-născuți au ochi roșii scânteietori, însă culoarea devine stacojiu închis pe parcursul primului an de viață. Dacă un vampir alege să bea sânge de om, care este cel mai revitalizant sânge pentru vampiri, atunci ochii lui își vor păstra această culoare. Dacă se hrănește cu sânge de animal, precum familia Cullen și clanul Denali, atunci ochii lui vor fi de culoare aurie. Indiferent însă de dietă, ochii oricărui vampir se întunecă din cauza setei, devenind negri dacă petrece prea mult timp fără să vâneze. Lipsa sângelui nu îi ucide însă, ci doar îi obosește.
Toți vampirii sunt descriși drept având o putere uluitoare, fiind capabili să dezrădăcineze copacii, să azvârle mașinile, și să zdrobească metalul. Vampirii nou-născuți sunt foarte puternici în primul an de viață datorită sângelui uman care încă există în sistemul lor. Vampirii au simțuri ascuțite, fiind capabili să audă de la distanțe mari chiar și o șoaptă, să vadă foarte bine (în prima ei zi ca vampir, Bella descrie cum putea vedea fiecare fir de praf din încăpere și filamentul becului care ardea în cameră) și se mișcă cu o asemenea viteză încât ochii omenești nu sunt în stare să perceapă decât o ceață. Sunt foarte dificil de ucis - singurul fel în care pot fi uciși este să fie rupți în bucăți și apoi arși. Dacă nu se întâmplă asta, ei au o viață eternă. Vampirii nu sunt capabili să doarmă și petrec zilele și nopțile treji.
După transformarea din om în vampir, o anumită abilitate a persoanei respective este accentuată, devenind uneori o abilitate specială (precum capacitatea lui Edward de a citi gândurile sau aceea a lui Alice de a vedea viitorul). Unii vampiri nu au abilități speciale, având în schimb o trăsătură de caracter proeminentă (precum abilitatea lui Esme de a iubi) sau o trăsătură fizică accentuată din viața lor umană.
Meyer a declarat că înainte de a scrie romanele nu s-a informat în niciun fel despre mitologia vampirilor.

### Volturi
Clanul vampirilor cunoscuți drept Volturi își are reședința în Volterra, Italia. Ei există de peste trei mii de ani și acționează ca un fel de poliție, conducându-se după regula conform căreia existența vampirilor trebuie ținută secretă față de oameni. Adesea, ei trimit mesageri în toată lumea pentru a împiedica acțiuni ale altor vampiri ce s-ar putea doveni dăunătoare pentru specie. Din garda lor personală fac parte vampiri cu talente speciale, care îi păzesc cu grijă. Carlisle le-a fost oaspete pentru o vreme, dar a plecat, întrucât, spre deosebire de Volturi, el purta în sine dorința de a nu răni oamenii, și de asemenea pentru că intenționa să își creeze propriul clan în SUA.
Volturi își fac pentru prima oară apariția în Luna nouă, atunci când Edward, crezând că Bella a murit, călătorește spre Volterra pentru a le cere să îl ucidă. Atunci când Bella și Alice vin la fața locului, Volturi realizează că Bella e om și cer ca ea să fie transformată în vampir pentru a nu le trăda secretele, ori dacă nu, să fie ucisă. Volturi își fac apariția și în Eclipsa pentru a pedepsi vampirii nou-născuți creați de Victoria. În cel de-al treilea roman, Volturi reprezintă amenințarea din umbră, atenția autoarei fiind îndreptată mai mult spre pericolul imediat pe care îl reprezintă personajul Victoria. În Zori de zi, lucrurile se schimbă, și Volturi devin amenințarea principală. Când vampirul Irina îi informează greșit că Renesmee, fiica lui Edward și a Bellei, este un copil nemuritor, Volturi sosesc în Forks pentru a o ucide pe Renesmee și a pedepsi familia Cullen, dar sunt nevoiți să plece atunci când realizează că fetița nu reprezintă un pericol.
Liderii Volturi sunt Aro, care poate citi orice gând al unei persoane pe care o atinge, Marcus, care poate să simtă relațiile existente între persoane, și Caius. Soția lui Aro, Sulpicia, soția lui Caius, Athenodora, și fosta soție a lui Marcus, Didyme, care avea puterea de a-i face fericiți pe alții, au sau au avut de asemenea rol de lideri. Garda Volturi e constituită din 32 de membri, printre care se numără Jane, care poate crea iluzia mentală de durere, Alec, capabil să anihileze simțurile celorlalți, Demetri, care poate vâna pe oricine, odată ce cunoaște sensul general al minții respectivului, Chelsea, care poate schimba legăturile sentimentale dintre persoane și Renata, care poate face pe oricine să se simtă dezorientat în preajma ei („scut”).

### James
James este un vampir care deține rolul negativ din romanul Amurg. Este extrem de periculos, un vampir fără milă, care vânează oameni, și în unele cazuri, animale, doar pentru a se distra. Laurent spune despre James la un moment dat că este deosebit de bun în ceea ce face și că întotdeauna obține ceea ce vrea, deși până la urmă este dezvăluit faptul că Alice Cullen (pe atunci Alice Brandon) a reușit să scape de el, fiind transformată în vampir înainte ca el să atace.
Spre deosebire de familia Cullen, James se hrănește cu sânge de om. El o ademenește pe Bella într-un studio de balet și aproape că o ucide, înainte să fie dezmembrat și ars de către Edward. Singurul memento al acestui incident e o cicatrice pe mâna Bellei, provocată de o mușcătură a aceluiași James. Uciderea sa stârnește dușmănia Victoriei împotriva Bellei, dușmănie care va sta la baza întâmplărilor din Eclipsa.
În filmul Amurg, James este interpretat de actorul Cam Gigandet.

### Victoria
Un vampir cu părul roșu, cu aspect de felină, Victoria apare pentru prima oară în Amurg, drept iubită a lui James și membră a clanului lui. Abilitatea ei specială e aceea de a se salva în locuri sigure atunci când e atacată.
Ea îl ajută pe James în vânătoarea Bellei, și, după ce acesta e omorât, decide să se răzbune pe Edward Cullen ucigând-o pe Bella. În romanul Luna nouă, Victoria reprezintă o amenințare din umbră, subiectul romanului centrându-se mai degrabă pe suferința Bellei, provocată de plecarea lui Edward, respectiv pe relația dintre ea și Jacob. În Eclipsa, Victoria revine în prim-plan. Ea formează o armată de vampiri nou-născuți și însetați în Seattle pentru a putea face față forțelor unite ale familiei Cullen și ale vârcolacilor. În timpul bătăliei, ea și noul ei partener, Riley, sunt uciși de Edward și de tânărul vârcolac Seth Clearwater.
În filmele Amurg și Lună nouă, Victoria este interpretată de actrița Rachelle Lefèvre. În filmul Eclipsa, Lefèvre este înlocuită de Bryce Dallas Howard.

### Laurent
Un vampir cu părul negru, cu ten măsliniu, Laurent apare inițial în romanul Amurg drept membru al clanului lui James. În momentul în care acesta și iubita sa Victoria încep vânătoarea Bellei, Laurent decide să îi părăsească și pleacă spre Denali, Alaska, sperând să găsească liniștea lângă clanul de acolo, care, ca și familia Cullen, urmează o dietă „vegetariană”. Incapabil să urmeze întrutotul această dietă, Laurent „trișează”, bând ocazional și sânge de om. În timpul șederii sale în Denali, el dezvoltă o legătură cu un alt vampir, Irina, însă legătura nu e suficient de puternică să îl țină acolo și ulterior Laurent se întoarce în Forks (Luna nouă) pentru a-i face o favoare fostei partenere de clan, Victoria. El se întâlnește accidental în pădure cu Bella, chiar când vâna, și, fiind însetat, încearcă să o ucidă, însă este prins de către vârcolacii tribului Quileute și ucis.
În filmele Amurg și Lună nouă, Laurent este interpretat de actorul Edi Gathegi.

### Clanul amazonian
Membrele acestui clan sunt Zafrina, Senna și Kachiri, toate trei apărând pentru prima oară în Zori de zi. Zafrina are abilitatea specială de a crea iluzii - aceste iluzii mentale nu o afectează însă pe Bella, și nici pe oricine altcineva care se află în câmpul ei protector. Zafrina dezvoltă o relație strânsă cu fetița Bellei și a lui Edward, Renesmee, și, la sfârșitul cărții, o roagă pe Bella să îi promită că o va aduce pe Renesmee s-o viziteze în viitor.

### Nomazii americani
Peter, iubita sa, Charlotte, Mary și Randall sunt cu toții nomazi americani. Peter este prieten bun cu Jasper, pe care l-a ajutat în trecut să scape de Maria, deoarece, ca și Jasper, nu agrea execuția vampirilor nou-născuți care își pierdeau după un an forța deosebită. Jasper a trăit cu Peter și cu Charlotte, dar, din cauza abilității sale de a resimți durerea și spaima victimelor omenești, a ales să îi părăsească.

### Clanul Denali
Este o altă familie de vampiri „vegetarieni”, care locuiește în Denali, compusă din Tanya, Carmen, partenerul acesteia, Eleazar, Kate, Irina, și mai târziu Garrett. Sunt în termeni buni cu familia Cullen, relație care este însă zdruncinată puțin în Eclipsa, atunci când refuză să își ofere ajutorul în lupta cu Victoria și armata ei de vampiri nou-născuți. Tanya este liderul clanului, și la un moment dat se specifică faptul că odată a avut sentimente față de Edward Cullen, dar că acesta a respins-o. Eleazar a fost cândva membru al clanului Volturi și are abilitatea de a identifica în mod vag abilitățile altor vampiri. Kate este una din vampirii cu abilități speciale, putând produce un câmp de curent electric în jurul pielii care poate șoca și paraliza atacatorii. Ea este cea care o ajută pe Bella să își îmbunătățească abilitatea de a-și extinde câmpul de protecție și asupra altora din jurul ei.
Sasha, Vasili și Irina au fost membri ai acestui clan. Sasha, creatorul Tanyei, al lui Kate, al Irinei și al lui Vasili a fost executat de Volturi deoarece crease un copil nemuritor (pe Vasili). Legea vampirilor interzice crearea a asemenea ființe, deoarece ele nu sunt în stare să învețe regulile și au un comportament imprevizibil. O dată cu Sasha a pierit și Vasili. Irina e fosta parteneră a lui Laurent, care îi urăște pe vârcolaci fiindcă l-au ucis pe acesta din urmă. Cu toate acestea, ea vine să facă pace cu familia Cullen în Zori de zi, dar înainte să poată vorbi cu ei, o vede pe Renesmee, și, crezând că e un copil nemuritor, pleacă pentru a raporta incidentul clanului Volturi. Când realizează că Renesmee nu e un copil nemuritor, Volturi o execută pe Irina pentru greșeala ei.

### Clanul egiptean
Membrii clanului egiptean sunt Tia, Amun, Benjamin și Kebi. Despre Amun, partenerul lui Kebi, se precizează că nu se simte bine cu ideea de a sta drept martor pentru familia Cullen în Zori de zi. Benjamin, partenerul Tiei, are o puternică distincție a binelui și răului. Abilitatea sa specială constă în controlul celor patru elemente ale naturii - apă, foc, pământ și aer. Această abilitate este deosebită, pentru că nu implică iluzii mintale, ci manipulare efectivă a elementelor.

### Nomazii europeni
Nomazii europeni sunt Alistair, Charles, și Makenna. Primul este un prieten bun de-al lui Carlisle, cu toate că nu îl vizitează foarte des. Abilitatea sa specială este de a urmări pe cineva (ceva asemănător cu ceea ce făcea James). Alistair pleacă înainte de sosirea celor din clanul Volturi, fiind prea speriat pentru a-i înfrunta în mod direct. Charles este partenerul Makennei, și abilitatea sa specială este de a simți dacă o afirmație este adevărată.

### Clanul irlandez
Siobhan, Liam și Maggie sunt membrii clanului irlandez. Liam este partenerul lui Siobhan, și este foarte protector atât față de ea cât și față de Maggie. Abilitatea specială a lui Siobhan este de a schimba cursul unei situații. Roșcata Maggie are puterea de a simți atunci când cineva spune o minciună. Toți trei apar în Zori de zi pentru a depune mărturie pentru familia Cullen în fața celor din clanul Volturi.

### Clanul român
Vladimir și Stefan au fost, împreună cu alți vampiri români, liderii lumii vampirilor în urmă cu peste 1500 de ani. Vampirii din Volterra au reușit să îi înfrângă și să le distrugă castelul. Din acest măcel singurii supraviețuitori din clanul român au fost Vladimir și Stefan. De atunci, ei îi urăsc crâncen pe cei din clanul Volturi, și ar face orice pentru a se răzbuna.

## Vârcolacii (cei care își schimbă forma)
În seria „Amurg”, vârcolacii nu îmbătrânesc, atâta timp cât se transformă în mod regulat în lupi. Se vindecă repede, beneficiază de o forță și o viteză sporită, și pot comunica telepatic unul cu celălalt atunci când se află în formă de lup. La sfârșitul romanului Zori de zi este dezvăluit faptul că termenul de „vârcolac” este folosit în mod impropriu pentru membrii tribului Quileute. Ei sunt doar ființe ce își schimbă forma, adevărații vârcolaci fiind „Copiii Lunii”, care se schimbă atunci când e lună plină.
O altă caracteristică a vârcolacilor este procedeul denumit marcare (în engleză imprinting), prin care ei își găsesc sufletul-pereche, un procedeu natural și involuntar, care nu ține cont de sentimentele pe care ei le-ar putea avea pentru o altă persoană, și care îi obligă practic să graviteze, metaforic vorbind, în jurul persoanei care i-a atras.
Inițial, vârcolacii sunt puși de autoare în opoziție cu vampirii, fiind descriși drept dușmani ai acestora, atitudine manifestată chiar și față de familia Cullen, în ciuda armistițiului avut cu aceștia din urmă. Lucrurile iau o altă turnură în urma evenimentelor înfățișate în cel de-al treilea și cel de-al patrulea roman al seriei, atunci când vărcolacii sunt transformați de autoare în aliați ai familiei Cullen.

### Sam Uley
Sam Uley este liderul vârcolacilor din La Push. Tatăl său, Joshua Uley, i-a abandonat atât pe el cât și pe mama lui atunci când Sam era încă un copil. Înainte de a deveni vârcolac, el a fost iubitul lui Leah Clearwater, dar relația dintre ei a început să se destrame imediat după ce genele sale de vârcolac s-au activat, pentru că îi era interzis să îi spună lui Leah ce a devenit. Relația lor s-a sfârșit dureros după ce Sam a marcat-o pe Emily, verișoara lui Leah, care sosise în vizită în oraș, găsindu-și sufletul-pereche în ea și călcând toate promisiunile făcute lui Leah. Conform lui Jacob, Sam se simte vinovat pentru că a trădat-o și responsabil pentru că Leah a devenit o ființă plină de amărăciune și cinism. Atunci când se transformă, blana lui e neagră și e cel mai mare lup dintre toți, până în Zori de zi când Jacob crește mai mult decât el. Este liderul Alfa al clanului, dar nu datorită sângelui - rolul ar fi trebuit să fie al lui Jacob, însă Jacob nu a dorit această responsabilitate până în Zori de zi.
În adaptarea cinematografică a seriei, Sam este interpretat de actorul Chaske Spencer.

### Quil Ateara
Quil Ateara este membru al haitei de vârcolaci și unul dintre prietenii cei mai buni ai lui Jacob Black. Nu e menționat decât în trecere în primul roman al seriei, rolul lui devenind mai important o dată cu Luna nouă. La fel ca majoritatea membrilor haitei, Quil este fericit că a devenit vârcolac, întrucât asta i-a permis să înțeleagă în sfârșit ce se întâmpla cu prietenii săi, și să intre din nou în contact cu ei. Quil este descris drept fiind foarte musculos, iar ca lup blana sa e de culoare ciocolatie.
Quil este unul din cei cinci vârcolaci care și-a găsit sufletul-pereche, marcând-o pe nepoata de doi ani a lui Emily, Claire. Deși asta ar putea părea scandalos la o primă vedere, Jacob explică faptul că momentan sentimentele lui Quil nu implică nimic nepotrivit, și că el va fi pentru Claire orice va dori ea la un anumit moment al vieții ei - frate, prieten, protector sau iubit.
În adaptarea cinematografică a seriei, Quil este interpretat de actorul Tyson Houseman.

### Embry Call
Embry Call este celălalt prieten apropiat al lui Jacob și are apariții trecătoare în Luna nouă și în Eclipsa. Embry îi spune Bellei „fata vampir”, din cauza apropierii ce există între ea și membrii familiei Cullen. Mama lui Embry a aparținut tribului Makah, nu tribului Quileute, și cum genele de vârcolac sunt moștenite din tată în fiu, Embry este frate vitreg fie cu Quil Ateara, fie cu Jacob Black, fie cu Sam Uley, ceea ce cauzează un anumit disconfort în haită, întrucât toți cei trei bărbați erau căsătoriți la momentul nașterii lui Embry. Ca vârcolac, Embry are blana gri cu pete negre pe spate.
În adaptarea cinematografică a seriei, Embry este interpretat de actorul Kiowa Gordon.

### Paul
Paul este predispus la accese de furie care determină transformarea sa în lup. Este unul dintre cei mai mari lupi, și are blana de culoare gri închis. În momentul în care află că Jacob i-a spus Bellei despre existența vârcolacilor, Paul se înfurie atât de tare, încât se transformă în lup și încearcă să o atace pe fată, însă furia sa trece în cele din urmă, și nu păstrează resentimente nici față de Bella, nici față de Jacob. În cartea a doua din Zori de zi se dezvăluie că Paul și-a găsit perechea în Rachel, sora lui Jacob. Acest lucru îi deranjează atât pe Billy, cât și pe Jacob, din cauză că Paul e tot timpul la ei acasă și le mănâncă mâncarea; totuși Billy e fericit că, datorită lui Paul, Rachel petrece mai mult timp acasă.
În adaptarea cinematografică a seriei, Paul este interpretat de actorul Alex Meraz.

### Jared
Jared a fost al doilea dintre vârcolaci care s-a transformat (după liderul Sam Uley) și este unul dintre cei cinci vârcolaci care și-au găsit sufletul-pereche: el a marcat-o pe Kim, colega sa de bancă de la școală, căreia, înainte de a fi vârcolac, nu îi acorda niciun fel de atenție. După transformare, a fost de ajuns să se uite la ea o dată pentru a o marca.
În adaptarea cinematografică a seriei, Jared este interpretat de actorul Bronson Pelletier

### Leah Clearwater
Leah Clearwater este singura fată vârcolac din istoria tribului Quileute. Ea se transformă în vârcolac în timpul evenimentelor din Luna nouă, împreună cu fratele ei, Seth, transformare despre care se crede că a dus la moartea tatălui celor doi, Harry.
Leah a fost timp de ani de zile iubita lui Sam Uley, până când verișoara ei Emily a venit în vizită în La Push, și Sam a marcat-o. Ulterior, Sam a părăsit-o pe Leah pentru Emily; ca rezultat, Leah a devenit o ființă plină de amărăciune și cinism, care îi punea mereu pe ceilalți în situații neplăcute, pentru că se gândea la lucruri pe care toată lumea ar fi vrut să le uite. De pildă, ea îl tachinează răutăcios pe Jacob, amintindu-i că Bella vrea să se mărite cu un vampir și să devină ea însăși unul, deși este clar că Jacob încă o iubește pe fată.
Cu toate că relația dintre ei doi nu este una foarte bună, Leah decide, în Zori de zi, să i se alăture lui Jacob în tentativa de a o proteja pe Bella, cu speranța că astfel va reuși să scape de suferința care o urmărea de atâta timp. Pe măsură ce petrece mai mult timp alături de Jacob, atitudinea ei se schimbă încetul cu încetul, ea ajungând chiar să îi facă confesiuni acestuia privitoare la nefericirile ei. În cele din urmă, relația lor încordată se transformă într-una de prietenie, ea ajutându-l, protejându-l, și devenind în cele din urmă secundul lui.
Ca om, Leah este descrisă drept frumoasă atât de Bella cât și de Jacob. În formă de lup, ea e mai mică decât ceilalți, are blana de un gri deschis, și e cea mai rapidă dintre ei.
În adaptarea cinematografică a seriei, Leah este interpretată de Julia Jones.

### Seth Clearwater
Seth Clearwater este fratele mai mic al lui Leah. El se transformă în vârcolac în timpul evenimentelor din Luna nouă, cam în același timp cu sora sa. Atât în Luna nouă cât și în Eclipsa el este descris ca având o admirație profundă pentru Jacob Black, și Bella notează că Seth îi amintește de un Jacob mai tânăr. În timpul evenimentelor din Eclipsa, Seth e alături de Bella și de Edward, jucând rolul de legătură cu ceilalți vârcolaci. Atunci când Victoria și partenerul ei, Riley, își fac apariția, Seth reușește să îl distrugă pe Riley cu ajutorul lui Edward, cu care leagă o prietenie neobișnuită, fiind alături de el și de Bella la nuntă.
Seth este inițial singurul vârcolac care se simte în largul lui în preajma familiei Cullen. Edward spune despre că el că are gânduri pure și cinstite, și acest lucru îl face să fie îndrăgit de familia Cullen, și de Edward în special. În momentul în care Jacob decide să se rupă de ceilalți vârcolaci pentru a o proteja pe Bella, Seth i se alătură imediat, devenind secundul lui până când e înlocuit de sora sa, Leah.
În adaptarea cinematografică a seriei, Seth e interpretat de Boo Boo Stewart.

### Colin și Brady
Collin și Brady sunt doi dintre cei mai tineri lupi din haită, în Eclipsa fiind menționat că s-au transformat pentru prima oară la vârsta de 13 ani. Ei își fac apariția în Zori de zi ca parte a haitei lui Sam Uley.

### Alții
La sfârșitul romanului Zori de zi își fac apariția mai mulți vârcolaci necunoscuți, foarte tineri (după cum indică urmele lăsate de labele lor), care se alătură lui Jacob. Motivul pentru transformarea lor este reprezentat de apariția a prea mulți vampiri în zona orașului Forks.

### Ephraim Black
Ephraim Black a fost bunicul lui Jacob Black (tatăl lui Billy), și ultimul șef al tribului Quileute. A fost vârcolac, și liderul haitei, care îi includea pe Levi Uley și pe Quil Ateara Sr. (bunicul prietenului lui Jacob). Este cel care a încheiat tratatul cu familia Cullen, tratat care specifica faptul că, atâta timp cât aceștia nu vor mușca niciun om, vârcolacii îi vor lăsa în pace și nu vor dezvălui existența lor oamenilor.

## Oamenii
Oamenii reprezintă punctele slabe ale universului creat de Meyer, în sensul că sunt cele mai puțin puternice ființe, incapabile să facă față pericolelor. Un exemplu în acest sens îl reprezintă prologurile romanelor, în care Bella e descrisă de fiecare dată ca fiind în pericol de moarte.

### Charlie Swan
Charlie Swan este tatăl protagonistei seriei, Bella, și șeriful orașului Forks. El s-a căsătorit cu mama Bellei, Renée, imediat după ce amândoi au absolvit liceul, și foarte curând au avut-o pe Bella. La scurt timp însă, Renée a ales să divorțeze și s-a mutat împreună cu fiica lor în Phoenix, Arizona. Deși încă o mai iubea, Charlie a lăsat-o să plece, nedorind să o forțeze să rămână alături de el, și în cele din urmă, s-a obișnuit să locuiască singur. Bella îl vizita verile, și, în cele din urmă, când a împlinit șaptesprezece ani, s-a mutat în Forks pentru a trăi alături de el.
La început, Charlie este de acord cu relația dintre fiica lui și Edward Cullen, dar, după evenimentele din Luna nouă, atitudinea lui față de acesta se schimbă. Charlie e convins că Edward este de vină din cauza depresiei profunde prin care a trecut Bella și îi este foarte recunoscător lui Jacob pentru că a fost alături de fiica lui în tot acest răstimp. El chiar dă de înțeles că ar dori ca Bella să îl aleagă ca iubit pe Jacob, și nu pe Edward. La sfârșitul romanului Eclipsa, Edward și Bella cad de acord să îi spună lui Charlie despre logodna lor; ulterior, în Zori de zi, el este prezentat ca acceptând cu rezerve căsătoria dintre cei doi. Charlie continuă să fie prezent în viața Bellei și după transformarea ei, deși nu află niciodată că ea este vampir - deși își dă seama că ceva s-a întâmplat cu ea, îi spune că nu dorește să afle amănunte și că tot ce îi cere este să nu dispară pe neașteptate din viața lui.
În adaptarea cinematografică a seriei, Charlie este interpretat de actorul Billy Burke.

### Harry Clearwater
Harry Clearwater a fost tatăl lui Leah și al lui Seth Clearwater, și a murit din cauza unui atac de cord în timpul evenimentelor din Luna nouă. Se crede că acest atac a fost provocat de momentul în care a fost atacat de Victoria in timp ce il ajuta pe Charlie sa deconspire lupii care atacasera mai multi turisti (adica clanul Quilleute) dupa care este salvat de unul dintre ei.
În adaptarea cinematografică a seriei, Harry este interpretat de actorul Graham Greene.

### Billy Black
Billy Black este tatăl lui Jacob și unul dintre membrii mai în vârstă ai tribului Quileute. Este descris, drept mic de statură, dar bine făcut, cu păr și ochi negri, și țintuit într-un scaun cu rotile. În afară de Jacob, mai are două fiice, Rachel și Rebecca (mama celor trei copii, Sarah, fiind moartă). Billy este descendent direct al lui Ephraim Black, vechiul șef al tribului Quileute. Este foarte bun prieten cu Charlie, tatăl Bellei, el fiind cel de la care acesta achiziționează camionul pentru fiica sa. Billy nu privește cu ochi buni relația Bellei cu Edward, încercând chiar să o determine pe fată să se despartă de el.
În adaptarea cinematografică a seriei rolul lui Billy e interpretat de actorul Gil Birmingham.

### Tyler Crowley
Tyler Crowley este unul dintre colegii de clasă ai Bellei. El este cel care aproape că o lovește cu mașina pe Bella în Amurg; din fericire, fata este salvată de către Edward, și lucrurile se termină cu bine. Acest incident îi creează însă lui Tyler un sentiment de vinovăție față de ea, care se transformă în cele din urmă în interes pe plan sentimental, el ajungând să o invite pe Bella la o petrecere organizată de școală, invitație care este însă refuzată. Ulterior, Tyler asumă în mod greșit că Bella va veni cu el la balul de absolvire, și împrăștie vestea în toată școala, însă Edward îl informează că el este de fapt partenerul Bellei. Atenția constantă pe care i-o acordă Bellei ajunge să o irite pe Lauren Mallory, o fată îndrăgostită de el, într-atât de mult încât o determină să devină inamica Bellei.
În adaptarea cinematografică a seriei, Tyler e interpretat de actorul Gregory Tyree Boyce.

### Lauren Mallory
Lauren Mallory este o fată cu părul blond deschis, care este geloasă pe Bella, în ciuda faptului că ea însăși este foarte populară. Nu numai popularitatea instantanee a Bellei atrage ostilitatea lui Lauren, ci și faptul că aceasta primește atenție deosebită din partea lui Tyler Crowley, un băiat pe care Lauren îl place. Relațiile dintre cele două rămân încordate până la sfârșitul seriei.
Personajul lui Lauren nu apare în adaptarea cinematografică.

### Mike Newton
Mike Newton este un coleg de școală al Bellei, care o place, deși ea nu îi răspunde în același mod, refuzându-l de fiecare dată în Amurg atunci când el o invită la întâlnire. Mike îl antipatizează foarte mult pe Edward Cullen. În Luna nouă, Mike merge la film cu Bella și Jacob, încercând să concureze cu acesta din urmă pentru a atrage atenția fetei. Familia lui Mike deține un magazin, la care Bella lucrează pe parcursul seriei. Mike ajunge în cele din urmă să se întâlnească cu Jessica și merge împreună cu ea la nunta Bellei în Zori de zi, prilej cu care Edward comentează că „Mike se luptă cu niște gânduri nepotrivite la adresa unei femei măritate”.
În adaptarea cinematografică a seriei, Mike este interpretat de actorul Michael Welch.

### Jessica Stanley
Jessica Stanley este o colegă de școală a Bellei, și prima prietenă pe care aceasta și-o face la sosirea în Forks. Ea este cea care îi oferă primele informații Bellei despre familia Cullen. Tinde să fie mai interesată de popularitatea Bellei decât să o cunoască mai bine, și e uneori geloasă pe afecțiunea lui Mike vizavi de Bella. Într-un fragment din Midnight Sun, Edward descoperă că gândurile Jessicăi la adresa Bellei sunt chiar nepoliticoase, și că s-a împrietenit cu Bella numai ca să câștige în popularitate. Jessica e descrisă ca având părul negru și creț. În Luna nouă, relațiile dintre ea și Bella devin încordate din cauza depresiei resimțite de aceasta din urmă din pricina plecării lui Edward, dar până la absolvire, totul revine la normal. Ulterior, Jessica asistă la nunta Bellei, însoțită de Mike.
În adaptarea cinematografică a seriei, Jessica este interpretată de actrița Anna Kendrick.

### Angela Weber
Angela Weber este o colegă de clasă de-a Bellei, care e descrisă ca fiind o șatenă cu ochi căprui, înaltă, timidă, tăcută și foarte amabilă și drăguță. În Midnight Sun, Edward descoperă că ea este singura dintre noi prieteni ai Bellei care nu se concentrează pe popularitatea noii venite și nu încearcă să se folosească de ea. Angela respectă spațiul intim al celorlalți, și nu este indiscretă, lucru apreciat de Bella. Ea nu are un rol prea important în Amurg, dar devine foarte bună prietenă cu Bella pe parcursul romanului Eclipsa. Are o relație puternică cu prietenul ei, Ben Cheney. În Zori de zi, rolul ei este limitat. Tatăl ei citește jurămintele lui Edward și ale Bellei la nuntă, și ea prinde buchetul Bellei.
În adaptarea cinematografică a seriei, Angela este interpretată de actrița Christian Serratos.

### Eric Yorkie
Eric Yorkie e un coleg de clasă al Bellei ce i-a acordat interes încă de la venirea ei în Forks. E descris drept înalt și cu un păr negru ca smoala. Eric nu apreciază interesul lui Mike pentru Bella, și asta conduce la resentimente - la un moment dat e arătat (în Amurg) întorcându-i spatele lui Mike în momentul în care acesta e lovit cu un bulgăre de zăpadă. Eric o invită pe Bella la o petrecere organizată de școală, dar ea refuză, așa încât Eric merge până la urmă cu Angela Weber.
În adaptarea cinematografică a seriei, Eric este interpretat de actorul Justin Chon.

### Emily Young
Emily Young este logodnica lui Sam Uley și verișoară de gradul doi cu Leah Clearwater. Sam a marcat-o în timp ce ea era în vizită în LaPush, în ciuda faptului că pe atunci se întâlnea cu Leah. Are părul negru întunecat și fața desfigurată, ca urmare a existenței a trei cicatrici ce pornesc de pe partea dreaptă a figurii, prelungindu-se pe brațe. Cicatricile sunt datorate faptului că Sam s-a transformat odată în lup mult prea aproape de ea; ele îi trag ochiul drept și colțul gurii în jos. Partea stângă a feței e extrem de frumoasă, oferind un indiciu asupra felului în care arăta Emily înainte de accident. Cu toate acestea, fata nu poartă niciun resentiment lui Sam sau celorlalți vârcolaci. Bella o privește pe Emily drept „mama” haitei, întrucât ea este cea care gătește, și în casa ei toată lumea se simte la largul ei.
În adaptarea cinematografică a seriei, Emily este interpretată de actrița Tinsel Korey.

### Sue Clearwater
Sue Clearwater este văduva lui Harry Clearwater, care a murit în timpul evenimentelor din Luna nouă. Sue are doi copii, Seth și Leah, care sunt ambii vârcolaci. În Zori de zi, Sue începe să petreacă mult timp împreună cu Charlie și chiar îi gătește uneori după ce Bella se mută din casă. Bella este cea care menționează la sfârșitul cărții că cei doi sunt împreună.

### Renée Dwyer
Renée Dwyer (născută Higgenbotham; fostă Renée Swan) s-a căsătorit cu Charlie Swan chiar după ce a terminat liceul, dar a plecat la scurt timp după, împreună cu copilul lor, Bella, divorțând ulterior. Bella se simte ca fiind mamă în relația lor, având în vedere temperamentul lui Renée, care e gata să facă întotdeauna cele mai excentrice și neobișnuite lucruri. Renée se gândește la Bella ca la un copil născut cu o gândire matură. După ce Renée se recăsătorește cu jucătorul de baseball Phil Dwyer, Bella se mută cu tatăl ei în Forks pentru a le da ocazia lui Renée și lui Phil să călătorească împreună. Edward descrie la un moment dat mintea lui Renée ca fiind aproape copilăroasă. În Zori de zi, Bella ezită la început dacă să îi spună mamei sale despre logodna ei cu Edward, dar Renée crede că Bella este mult mai matură decât alți adolescenți de vârsta ei și deci acceptă situația fără dificultate. Bella spune la un moment dat pe parcursul seriei că există o asemănare mare între ea și mama ei, doar că Renée are păr mai scurt și riduri de expresie. Renée locuiește în Phoenix, Arizona, în Amurg, și se mută în Jacksonville, Florida, pentru restul seriei. Cu toate că declară în Amurg că mama ei îi este cea mai bună prietenă, Bella nu o mai contactează după ce devine vampir, știind că schimbarea ei nu ar putea fi acceptată de aceasta așa cum a fost acceptată de Charlie.
În adaptarea cinematografică a seriei, Renée este interpretată de actrița Sarah Clarke

### J. Jenks
Jason Jenks (pe numele real Jason Scott) este un avocat ce are posibilitatea de a face rost de documente false. Alice o trimite pe Bella la el ca măsură de prevedere, în cazul în care ar fi fost nevoie ca Renesmee să fugă împreună cu Jacob pentru a scăpa de Volturi. Jenks a mai avut relații de afaceri cu familia Cullen prin intermediul lui Jasper, motiv pentru care este extrem de înspăimântat de aceștia. În preajma Bellei însă, el se simte confortabil, și, ca urmare a întrevederii, ea decide să preia rolul lui Jasper pe viitor.